# BB-8
El BB-8 és un droide de la saga de Star Wars, que apareix per primera vegada en la pel·lícula de 2015, El despertar de la força. BB-8 és una unitat robòtica a control remot real.
L'agost de 2013, el director de fotografia de El despertar de la força, Daniel Mindel i el director de l'Episodi VIII, Rian Johnson, van declarar que el director de El despertar de la força, J.J. Abrams faria servir poques imatges generades per ordinador (CGI) i faria servir més els efectes especials tradicionals per tal de recrear el realisme visual i autenticitat de la pel·lícula original de Star Wars. A aquest efecte, el droide BB-8 era un suport físic desenvolupat per Disney Research, creat per l'artista d'efectes especials Neal Scanlan i operat en directe en el set amb els actors. Per prendre imatges, es van construir diversos models BB-8. El més destacat va ser un titella controlada pels titellaires Dave Chapman i Brian Herring. A més, hi havia diverses unitats controlades per ràdio i algunes versions de suport estàtiques. A ple funcionament, una unitat robòtica autònoma no era pràctica per al rodatge, així que la majoria de les escenes en què apareixia "caminant" van ser assolides pel titella, amb fils que van retirar en postproducció. No obstant això, amb el temps una unitat de control remot es va construir i es va utilitzar en els esdeveniments promocionals.